# Katrine Moholt
Katrine Moholt (Nannestad, 21 settembre 1973) è una cantante e conduttrice televisiva norvegese.

## Biografia
Dopo essersi diplomata in recitazione alla Romerike Folkehøgskole og Teaterakademiet, Katrine Moholt ha iniziato la sua carriera televisiva presentando il telegiornale su TV Romerike. Nel 2001 è passata a TV 2, dove ha condotto Gjett hva jeg gjør, Tre gode naboer e Nr. 19, oltre a presentare il reality show Jakten på kjærligheten dal 2004 al 2010.
Nel 2006 ha vinto la prima edizione di Skal vi danse, la versione norvegese di Ballando con le stelle, di cui condurrà otto edizioni a partire dal 2011. Sempre su TV 2 conduce inoltre il programma annuale musicale Allsang på Grensen dal suo debutto nel 2007.
Parallelamente alla sua attività televisiva, nel 2008 Katrine Moholt ha firmato con la Universal Music Norway e ha pubblicato l'album Sweethearts, che ha raggiunto la 5ª posizione nella classifica norvegese e che alla fine dell'anno aveva raggiunto le 32 000 copie vendute a livello nazionale, diventando l'album di debutto di un artista norvegese più venduto nel 2008.

## Discografia

### Album
- 2008 – Sweethearts